# Marie Dentière
Marie d'Ennetières, conocida generalmente como Marie Dentière (Tournai –Condado de Flandes–, c. 1495-Ginebra –Suiza–, 1561), fue una teóloga y escritora protestante belga. Desempeñó un activo papel en la vida política y religiosa de la ciudad, colaborando con Juan Calvino y Guillaume Farel. Como escritora, sus textos son considerados una defensa de la mujer en un mundo y una Iglesia en permanente cambio y donde aquella era tenida por «demasiado audaz para hablar una con otra de la Sagrada Escritura».

## Biografía
Infancia y juventud
Marie fue la cuarta de los trece hijos de una familia acomodada, perteneciente a la pequeña nobleza de la región.
Como tantas jóvenes de su clase, ingresó en el monasterio agustino de Prés-Porchins de Tournai (Gérard Moreau la define como «otra Ginebra») hacia 1508, alcanzando el puesto de priora de Saint-Nicolas-dés-Prés en 1521. Las duras diatribas de Lutero contra el monacato le hicieron abandonar la orden (c. 1524) y unirse a la Reforma.
Hacia 1527, huyó a Estrasburgo, donde –como otros muchos protestantes del momento– vivió protegida por el teólogo y reformador alsaciano Wolfgang Capito.
Durante su estancia en la ciudad, contrajo matrimonio con el exmonje agustino, miembro del denominado Cenáculo de Meaux y conocido hebraísta Simon Robert. En enero de 1528 –tras el triunfo de Farel en la denominada «Disputa de Berna»–, se trasladaron a Bex (lo que los convirtió en el primer matrimonio que dirigió una comunidad evangélica en territorio francófono) y, más tarde, a la comuna de Aigle, al este del lago Léman, donde Simon prestó servicios como pastor hasta su muerte en 1533.
Segundo matrimonio y traslado a Ginebra
Quizá al año siguiente (c. 1534), contrajo segundas nupcias con «el joven Antoine Froment», nacido en Mens (Delfinado) hacia 1514 y compañero de Farel en sus campañas de evangelización. Regentaron las comunidades de Yvonand, Massongy y Chablais, donde la pareja abrió un pequeño internado para niñas ofreciéndoles una formación que incluía griego y hebreo. Del segundo matrimonio, nació su hija Judith.
Ya en Ginebra (adonde llegaron en marzo de 1535), participó en el intento de las autoridades (26 de agosto) de disolver la comunidad carmelita de la ciudad –animando a las novicias a volver con sus familias y poder casarse–, episodio relatado por la religiosa y escritora Jeanne de Jussie, quien describe a Marie en los siguientes términos:

Una falsa abadesa, arrugada y de lengua diabólica; está casada, tiene hijos y un día decidió pervertir a la gente devota, justo cuando los reformados irrumpían en los conventos.

El 25 de agosto de 1536, durante su visita al monasterio de Juicy, con el fin de atraerlo a la Reforma, declara:

He vivido durante mucho tiempo a la sombra de la hipocresía, pero solo Dios me hizo ver mi estado y me trajo a la verdadera luz de la verdadera fe.

En 1537, Froment fue nombrado diácono de Thonon-les-Bains, donde el matrimonio residió una temporada.
Pero sus planteamientos religiosos irritaron profundamente a Calvino, lo que produjo un grave deterioro de sus relaciones con la pareja, especialmente a la vuelta del reformador a Ginebra en septiembre de 1541, tras su exilio en Estrasburgo, si bien cabe considerar a Farel su más director inductor:

Froment no es lo bastante experto en cuestiones de Iglesia. Usted sabe que él actúa siempre de acuerdo con su mujer, que lo manipula.

Carta de Farel a Calvino del 4 de febrero de 1538.

El 6 de febrero de 1540, vuelve a escribir a Calvino:

Desde que se casó nuestro Froment, se ha convertido en cizaña. […] Esa mujer orgullosa y vengativa ha sido, pese a toda su energía, una mala consejera para su nuevo esposo, al que domina absolutamente.

La actitud de la pareja fue cuestionada por la comunidad: Froment fue criticado por comercializar y especular con vino, algo considerado impropio de su ministerio; sus «salidas de tono», por otro lado, le granjearon algunos problemas con la justicia. Por una carta de Calvino a Farel del 1 de septiembre de 1546, se sabe que Marie condenó públicamente las ampulosas togas de los reformadores, más propias –según ella– de un alto mandatario, o los falsos profetas cuya llegada anuncia el Nuevo Testamento. Se lamenta también de una Iglesia que impide a las mujeres entre ellas de asuntos religiosos. Calvino concluye que será necesario que ponerla en su lugar reprendiéndola severamente.
A finales de la década, una de sus hijas mayores contrajo matrimonio con Jean Raimond Merlin, profesor de hebreo de las academias de Lausana (1548-1558) y Ginebra (1558-1564) y capellán de Coligny.
Cuando falleció, en la segunda mitad de 1561, Marie Dentière terminó de escribir el prefacio Au lecteur Chrestien para un sermón de Calvino sobre cómo deben vestir las mujeres (où il est montré quelle doit être la modestie des femmes en leurs habillements) que firma con las iniciales M. D. (todo parece indicar que se trataría de su contribución a favor de la reforma calvinista organizada con vistas a la «Conferencia de Poissy», celebrada del 9 al 26 de septiembre de ese año). Concluye el texto con la traducción de una obra de san Cipriano (De habitu virginum), encabezada por la cita bíblica «Como anillo de oro en el hocico de un cerdo es la mujer hermosa que carece de discreción» (Pr. 11:22), que también puede ser suya.

## Obras

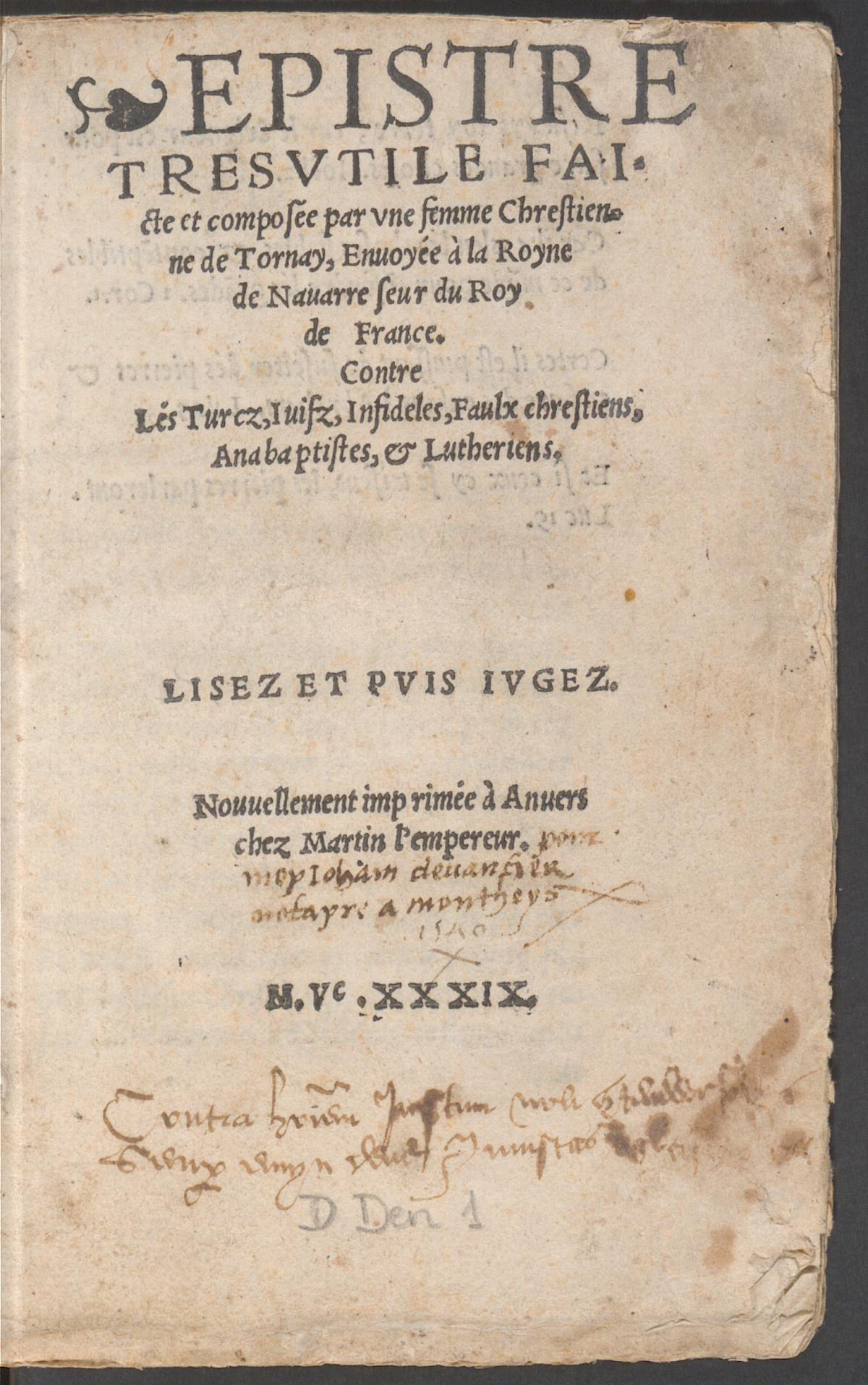
Portada de la Epistre tresutile… de Marie Dentière, publicada en Amberes en marzo de 1539.

Los escasos textos de Marie Dentière destacan sobre todo la importancia de transformar las creencias religiosas de su época, pero también la necesidad de acrecentar el papel de la mujer en la Iglesia. Para ella, hombres y mujeres están igualmente cualificados para interpretar las Sagradas Escrituras y opinar sobre la fe, por lo que sus escritos provocaron tanta indignación entre los católicos como en el seno del movimiento evangélico capitaneado por Calvino.
Así, quizá consciente del alcance de sus juicios, las dos obras que se conocen hasta hoy (La guerra de Ginebra y su liberación y la Epístola…) aparecen compuestas por un marchant demeurant en icelle (traducible al esp. como «un marchante local») y «una mujer cristiana de Tournai» –impresa en Amberes–, pese a lo cual fueron prohibidas de inmediato.
En 1536, tras la exitosa subrevación de la ciudad contra el Duque de Saboya (1532-finales de 1534), redacta La Guerre de Genève et sa Delivrance (en esp., La guerra de Ginebra y su liberación), un texto fidèlement faite et composée par un marchant demeurant en icelle (el texto, perdido hasta el siglo XIX, fue descubierto por Albert Rilliet, quien –a base de mucho ingenio– consiguió demostrar que «[la] marchante local» era Marie Dentière), en la que llama a los ginebrinos a unirse a la Reforma y donde se descubre su sólida formación intelectual así como su profundo conocimiento de la Biblia; no obstante, confiesa estar poco preparada para semejante tarea, pidiendo a los lectores «no miren el estilo o la rudeza del lenguaje», por lo que –por el bien del país y del Estado– ruega ser perdonada.

Resulta así que los dos documentos más antiguos sobre la conversión o la perversión de Ginebra (según la manera de ver de cada uno) son de dos religiosas: una católica, Jeanne de Jussie, hermana de santa Clara, que escribió Le Levain du Calvinisme; la otra, protestante, Marie Dentière, a la que debemos la historia arrogante y virulenta que el señor Rilliet acaba de devolverle.

De finales de abril de 1539, data su Epistre tresutile faite et composée par une femme Chrestienne de Tornay, envoyée à la Royne de Navarre, seur de Roy de France, contre les Turcz, Juifz, Infideles, Faux crestiens, Anabaptistes et Lutheriens. Llama en ella a la expulsión del clero católico francés a la vez que critica la «estupidez» de los protestantes que forzaron a Calvino y Farel a abandonar Ginebra; defiende el sacerdocio de todos los creyentes, la Biblia como única norma de fe y práctica cristianas o la presencia meramente simbólica de Cristo en la eucaristía. Pero, sobre todo, fue prohibida por abanderar una vez más la igualdad entre hombres y mujeres (a las que expresamente dedicada el primer capítulo: Defense pour les femmes –en esp., Defensa de las mujeres–), cabiendo destacar al respecto que los propios reformadores ginebrinos impidieron la publicación de cualquier texto escrito por una mujer en la ciudad durante el resto del siglo XVI y que su impresor fue encarcelado. Se acompañaba la obra de una pequeña Gramática hebrea (posiblemente manuscrita), compuesta por su hija Jeanne y enviada a la de Margarita de Navarra, Juana de Albret.

### Algunas ediciones
- D., M. (1539). Epistre tresutile faite et composée par une femme Chrestienne de Tornay, envoyée à la Royne de Navarre, seur de Roy de France, contre les Turcz, Juifz, Infideles, Faux crestiens, Anabaptistes et Lutheriens. Anvers: Chez Martin l'Empereur.
- Revilliod, Gustave (1863). La Guerre de Genève et sa Delivrance. Genève: Imprimerie de Jules-Guillaume Fick.
- Herminjard, A. L. (1878). «Épitre très utile faite et composée par une femme chrétienne de Tornay, envoyée à le Reine de Navarre, soeur du Roi de France, contre les Turcs, Juifs, Infidèles, Faux Chrétiens, Anabaptistes et Luthériens». Correspondance des Réformateurs dans les pays de langue française (H. Georg, Libraires-Éditeurs) 5 (785): 295-304.
- McKinley, Mary (2004). «Marie Dentière: Epistle to Marguerite de Navarre and Preface to a Sermon by John Calvin». The Other Voice in Early Modern Europe (Chicago).
- Desrosiers-Bonin, Diane; Kemp, William; et al. Œuvres de Marie d’Ennetières. Genève: Droz (en preparación).

## Hemerografía
- Marc-Monnier (8 oct. 1881). «La Guerre et Delivrance de la Ville de Genève». Journal des Débats Politiques et Littéraires (Paris): 3.